# Панов, Михаил Фёдорович
Михаил Фёдорович Панов (21 ноября 1901 года, д. Овчинниково, Витебская губерния — 8 мая 1979 года, Москва) — советский военачальник, Герой Советского Союза (29.05.1945). Генерал-лейтенант танковых войск (19.04.1945).

## Начальная биография
Родился 21 ноября 1901 года в деревне Овчинниково в семье крестьянина.
Окончив сельскую школу, работал на Обуховском заводе в Петрограде (ныне Санкт-Петербург).

## Военная служба

### Гражданская война
С мая 1919 года служил в рядах РККА. Воевал красноармейцем 1-го сводного коммунистического полка на Западном фронте. В 1919 году вступил в ряды РКП(б).

### Межвоенное время
В 1921 году окончил Петроградские советские военно-технические курсы и с февраля по сентябрь 1921 года служил на должности заведующего экспедицией Петроградских окружных военно-инженерных мастерских, а затем на должности помощника политического инспектора Сергеевского полигона.
В 1924 году окончил Военно-броневую командную школу и с сентября 1924 года служил командиром танка, командиром танкового взвода, командиром роты тяжёлых танков Отдельного танкового полка.
В 1929 году окончил курсы усовершенствования комсостава «Выстрел» и с ноября 1929 года служил командиром танковой роты и начальником полковой школы 2-го танкового полка. В январе 1931 года был назначен на должность командира танковой роты в 1-м танковом полку, а в мае 1932 года — на должность командира учебного батальона 80-го полка 5-й механизированной бригады. С декабря 1932 по декабрь 1933 работал начальником технической части и помощником командира 5-й механизированной бригады по технической части.
В 1938 году окончил Военную академию моторизации и механизации РККА имени И. В. Сталина.
В ноябре 1938 года Панов был назначен на должность командира 48-й отдельной механизированной бригады, а в марте 1941 года — на должность командира 33-й танковой дивизии (11-й механизированный корпус, Западный Особый военный округ).

### Великая Отечественная война
С началом войны 33-я танковая дивизия отражала атаки превосходящих сил противника и участвовала в контрударе под Гродно, затем попала в окружение. Полковник Панов вышел из окружения в октябре 1941 года.
В октябре 1941 года был назначен на должность помощника генерал-инспектора Главного автобронетанкового управления РККА. Находясь на этой должности, Панов принял участие в обороне Москвы, находясь в войсках Западного фронта.
С ноября 1942 года командовал бронетанковыми и механизированными войсками 2-й гвардейской армии (Сталинградский фронт). Принял участие в Сталинградской битве.
В апреле 1943 года назначен на должность командира 1-го гвардейского танкового корпуса. Принимал участие в Курской битве, Гомельско-Речицкой, Рогачевско-Жлобинской операций.
7 июня 1943 года было присвоено звание «генерал-майор танковых войск».
В ходе Белорусской операции корпус 26 июня 1944 года в районе посёлка Паричи преодолел болота по выстеленным гатям, устремившись вглубь территории противника, и 3 июля корпус соединился в районе Минска со 2-м гвардейским танковым корпусом генерала Бурдейного. Группировка войск противника восточнее Минска попала в окружение, и вскоре часть была ликвидирована, а другая часть была взята в плен.
В ходе Восточно-Прусской операции корпус освободил города Млава, Зольдау и Плоньск.
23 марта 1945 года корпус обходным манёвром вышел на южную окраину города Цоппот и овладел северной частью города Данцига и городом Олива, сейчас находящимся в черте Гданьска, и затем форсировал рукав Вислы.
В ходе Берлинской операции корпус освободил города Штрасбург, Фридланд, Деммин, Рибниц, Марлов и вышел к реке Эльба, соединившись одним из первых с союзными войсками.
Указом Президиума Верховного Совета СССР от 29 мая 1945 года за образцовое выполнение боевых заданий командования на фронте борьбы с немецкими захватчиками и проявленные при этом отвагу и геройство гвардии генерал-лейтенанту танковых войск Михаилу Фёдоровичу Панову присвоено звание Героя Советского Союза с вручением ордена Ленина и медали «Золотая Звезда» (№ 7314).

### Послевоенная карьера

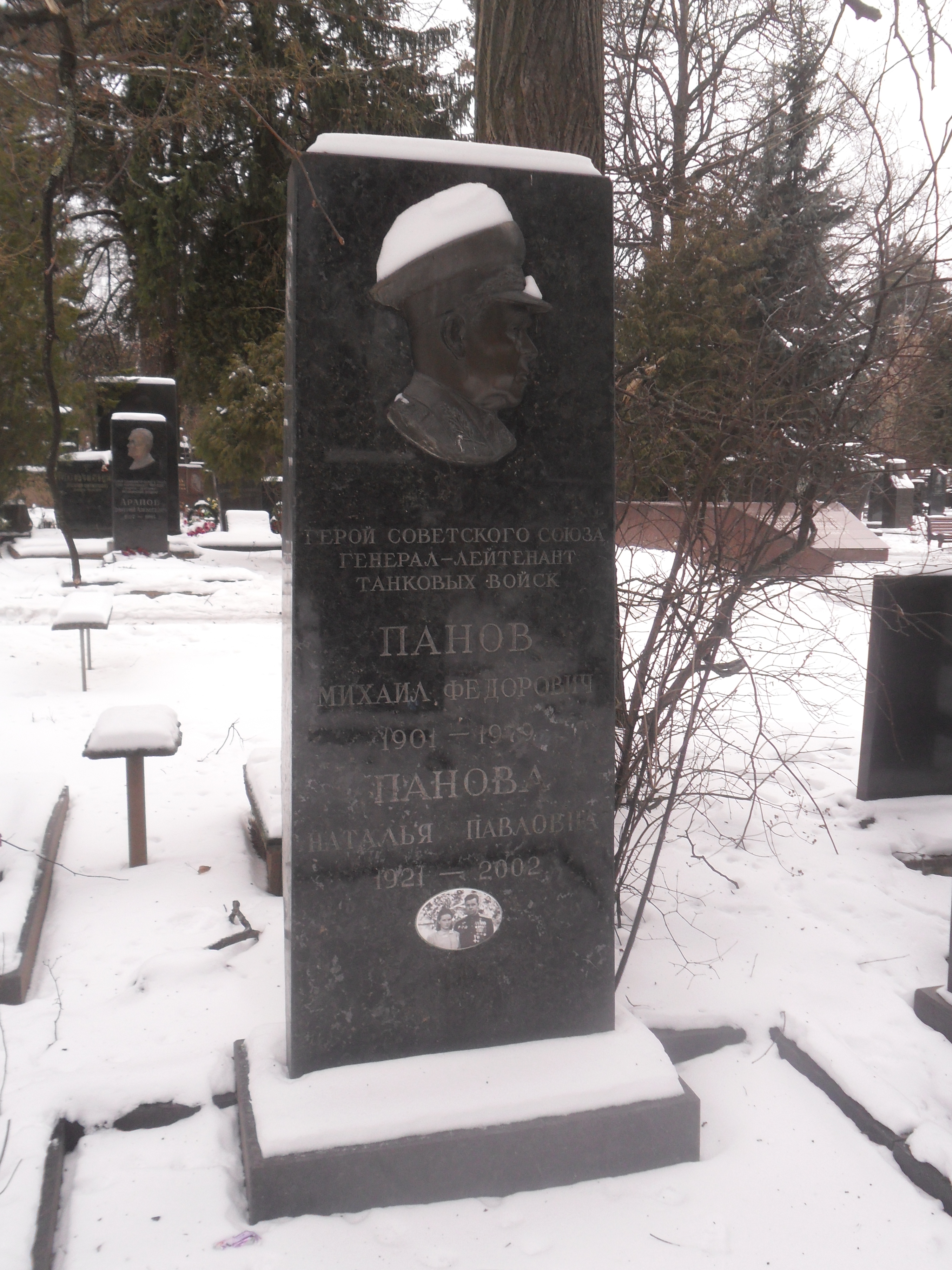
Могила М. Ф. Панова на Кунцевском кладбище Москвы.

С июля 1945 года командовал 1-й танковой дивизией, с июня 1946 года — 4-й гвардейской танковой дивизией, а с марта 1949 по сентябрь 1951 года — 5-й гвардейской механизированной армией.
В 1952 году окончил Высшие академические курсы при Высшей военной академии имени К. Е. Ворошилова. С января 1953 года командовал бронетанковыми и механизированными войсками Ленинградского военного округа, с декабря 1953 года — 50-го гвардейского стрелкового корпуса, с октября 1954 года — 7-й механизированной армией, преобразованной в мае 1957 года в 7-ю танковую армию. С мая 1958 года службу проходил в должности первого заместителя командующего войсками Северо-Кавказского военного округа.
В мае 1960 года зачислен в распоряжение Главнокомандующего Сухопутными войсками и в декабре 1960 года был назначен на должность начальника инженерно-тактического факультета, в июле 1961 года — на должность начальника командного факультета Военной академии бронетанковых войск.
В феврале 1967 года генерал-лейтенант Панов вышел в отставку, после чего жил в Москве, где и умер 8 мая 1979 года. Похоронен на Кунцевском кладбище.

## Награды

### СССР
- Медаль «Золотая Звезда» Героя Советского Союза № 7314 (29.05.1945);
- Два ордена Ленина (21.02.1945, 29.05.1945);
- Четыре ордена Красного Знамени (01.04.1943, 03.11.1944, 24.06.1948, 15.11.1950);
- Орден Суворова I степени (06.04.1945);
- Два ордена Суворова II степени (15.01.1944[2], 23.07.1944):
- Орден Кутузова II степени (27.08.1943);
- Другие медали.

### Других стран
- Орден «Крест Грюнвальда» III степени (ПНР, 1945);
- Медаль «За Одру, Нису и Балтику» (ПНР, 1945).

## Почётный гражданин
- Почётный гражданин города Марьина Горка с 1969 года[источник не указан 42 дня].

## Память
- Имя Героя Светского Союза М. Ф. Панова носит Государственное образовательное учреждение города Москвы «Колледж метростроя № 53», на здании колледжа установлена мемориальная доска;
- Также его именем названо Государственное бюджетное профессиональное образовательное учреждение города Москвы «Колледж современных технологий имени Героя Советского Союза М.Ф. Панова».
- Именем Героя названа улица в городе Речица Гомельской области[3], на доме № 3 по этой улице установлена мемориальная доска.
- В районе Киселевичи города Бобруйска именем Панова также названа улица.

## Сочинения
- Панов М. Ф. На направлении главного удара: Военно-исторический очерк о боевом пути 1-го гвардейского танкового корпуса. — М.: Б. и., 1995.
- Панов М. Ф. В боях за Калинковичи. // Военно-исторический журнал. — 1978. — № 5. — С.46-51.